# HC Chrudim
Der HC Chrudim war ein tschechischer Eishockeyklub aus Chrudim, der 1931 gegründet wurde und zwischen 2008 und 2011 in der zweiten tschechischen Spielklasse, der 1. Liga, spielte. Seine Heimspiele trug der Verein im 1272 Zuschauer fassenden Zimní Stadion Chrudim aus, das 1975 eingeweiht wurde.

## Geschichte

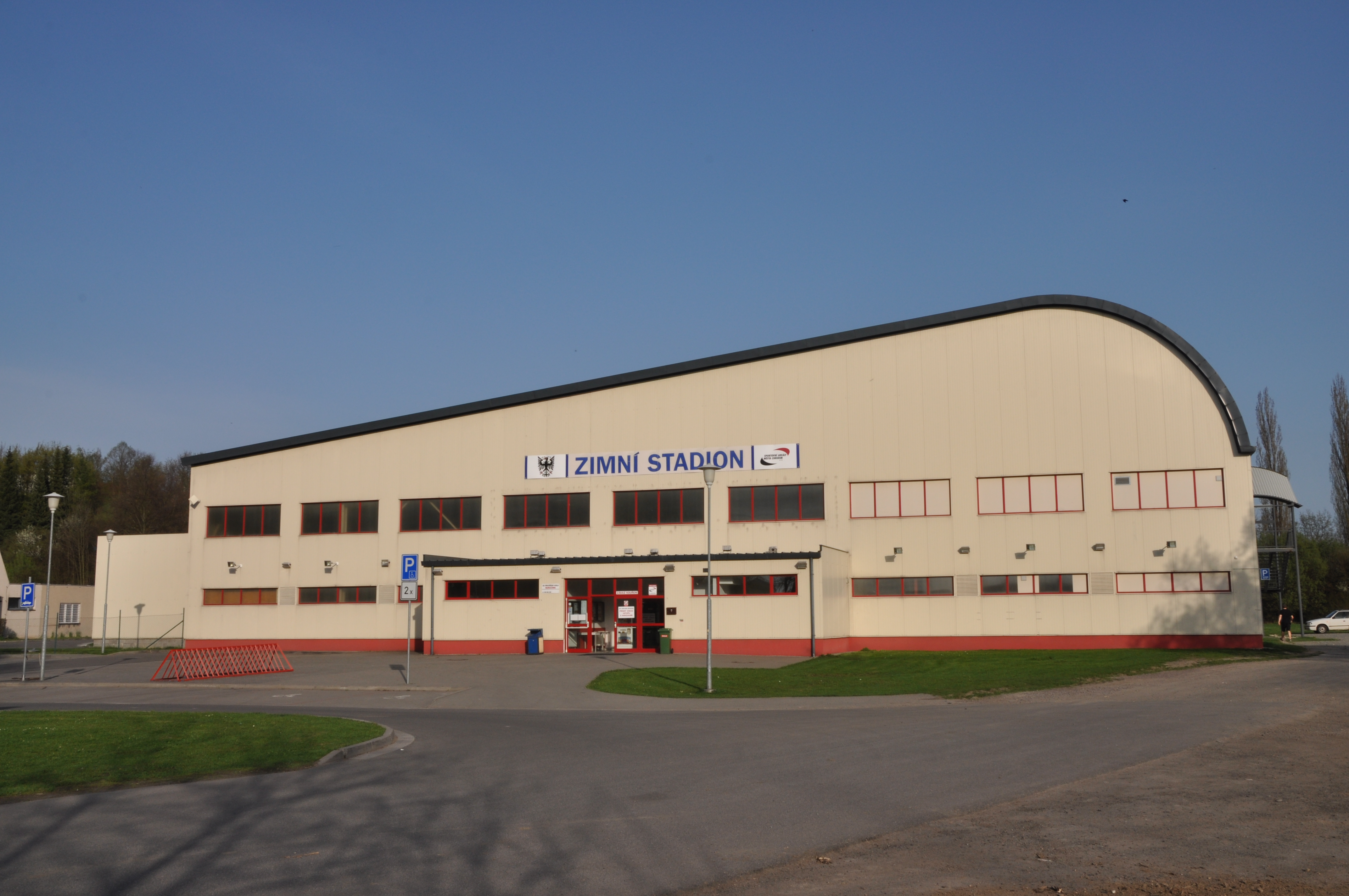
Zimní stadion Chrudim

1931 wurde die Eishockeyabteilung des AFK Chrudim gegründet, die in den folgenden Jahren am regionalen Spielbetrieb teilnahm (heute krajský přebor). Ende der 1950er Jahre wurde die Abteilung Eishockey des inzwischen in Sokol Transporta umbenannten Vereins aufgelöst. Erst 1974 beschloss der Vorstand des TJ Transporta Chrudim die Wiederaufnahme des Spielbetriebs und den Bau einer Eishalle. Diese wurde ein Jahr später eingeweiht.
Bis Anfang der 1990er Jahre spielte der Verein weiter auf regionaler Ebene, schaffte aber damals den Aufstieg in die drittklassige II. NHL. Doch 1993 folgte der Abstieg in den regionalen Spielbetrieb. Erst 2001 gelang der Aufstieg in die 2. Liga, in der sich der Club in den folgenden Jahren etablierte. 2008 gelang mit dem Meistertitel dieser dritten Spielklasse der Aufstieg in die 1. Liga.
In der Folge bestand eine Partnerschaft mit dem HC Pardubice aus der Extraliga, so dass vor allem Nachwuchsspielern beider Vereine die Möglichkeit gegeben wurde, jeweils in der anderen Liga Spielpraxis zu erlangen. 2011 wurde der Spielbetrieb des HC Chrudim aufgrund fehlender Finanzierung eingestellt und der Verein aufgelöst. In der Folge wurde ein neuer Verein mit dem gleichen Namen gegründet, der jedoch nur Amateur- und Nachwuchseishockey betreibt.

## Bekannte ehemalige Spieler
- Libor Barta
- Petr Průcha